# 隷嬢学園 〜煉獄の学舎〜
『隷嬢学園 〜煉獄の学舎〜』（れいじょうがくえん れんごくのまなびや）は、2004年10月29日にPsy-chsから発売されたアダルトゲームである。
本作は、名門校を舞台に、令嬢たちを復讐を名目に凌辱・調教してその異常性癖を暴いていく内容である。
2009年4月には続編『隷嬢学園2 〜嗜虐の花園〜』が発売された。

## ストーリー
本作には個別エンドが存在するが、いずれも、奴隷となった攻略対象者と結ばれる傍らでそれ以外を学園の男たちに犯させるという内容であるため、割愛する。

### 共通エンド
かつて名門女子校として知られていた学園に通う主人公・北沢秀一は、共学化になっても女尊男卑の雰囲気が残ることに不満を覚えていた。ある日、暴行事件の濡れ衣を着せられて学園から退学を求められ、学園と濡れ衣を着せた者への復讐を誓った秀一のもとへ、協力したいとの旨の手紙が届く。手紙には告発者として鮎川香奈の名前があり、同封されていたビデオには香奈が自慰に耽る姿が映っていた。秀一はビデオをネタに香奈を犯したうえ、その現場を目撃した香奈の双子の妹・優奈をも後日に犯す。その後、「同じ学園に通う小鳥遊華憐が退学の話を流布した」という趣旨のメールを受けた秀一は華憐の取り巻きである妙子と朱里を第三者に犯させ、彼女たちを利用して華憐を隷属させる。担任の葛城恵美や、理事長の娘・鷹宮静流をも凌辱した後、秀一は教師・井上が退学を提案した人物であることを知り、恋人関係にあった早瀬あおいを奴隷にする。

### ハーレムエンド
秀一に指示を出していたのは優奈だった。実は優奈は両性具有者ゆえに疎外感に悩んでおり、秀一に思いを抱いていた。それを知った香奈が、優奈を引き離すべく秀一を退学に陥れようとしたのが真相だった。秀一によって奴隷にされた女たちは彼に依存するようになり、退学が取り消された後も秀一は学園への復讐を続け、奴隷を通じて学園の女たちを支配下に置く。そして、学園の男女たちが肉欲に溺れるところで物語は幕を下ろす。

## 登場人物
北沢 秀一（きたざわ しゅういち）
本作の主人公。父の北沢医師とは確執があり、嫌っている。
早瀬 あおい（はやせ あおい）
声 - 西田こむぎ
秀一の幼馴染。人気が高い反面、押しが弱い。特定の恋人がいないのにガードが堅い人物とみられているが、教師の井上と付き合っている。ラクロス部に所属している。
鷹宮 静流（たかみや しずる）
声 - 保波凛
理事長の娘。ただし、理事長である父とは仲が悪い。あおいからは一方的に友人と思われている。弓道部部長をしている。義弟の鷹宮悠がおり、彼に恋愛感情を持たれている。かつて慕っていた亡くなった義兄の鷹宮勇がいた。理事長の父は鷹宮家の養子である。
鮎川 香奈（あゆかわ かな）
声 - 桜川未央
小柄な少女。水泳部に所属している。
鮎川 優奈（あゆかわ ゆうな）
声 - みる
香奈の双子の妹で、活発な姉とは対照的におとなしい性格をしている。実は両性具有者。
小鳥遊 華憐（たかなし かれん）
声 - 和葉
男嫌いで知られている小鳥遊財閥のお嬢様。小柄で太り気味の妙子とそばかすのある朱里という取り巻き2人がいる。祖父がイギリス人でその血を引いている。
葛城 恵美（かつらぎ めぐみ）
声 - 歌織
学園の教師で、水泳部の顧問を務めている。北沢の所属するクラスの担任。
井上 慶介
学園の教師で、あおいの恋人。